# هولفلد
شهر هولفلددر ایالت بایرن در کشور آلمان واقع شده‌است.

## نگارخانه

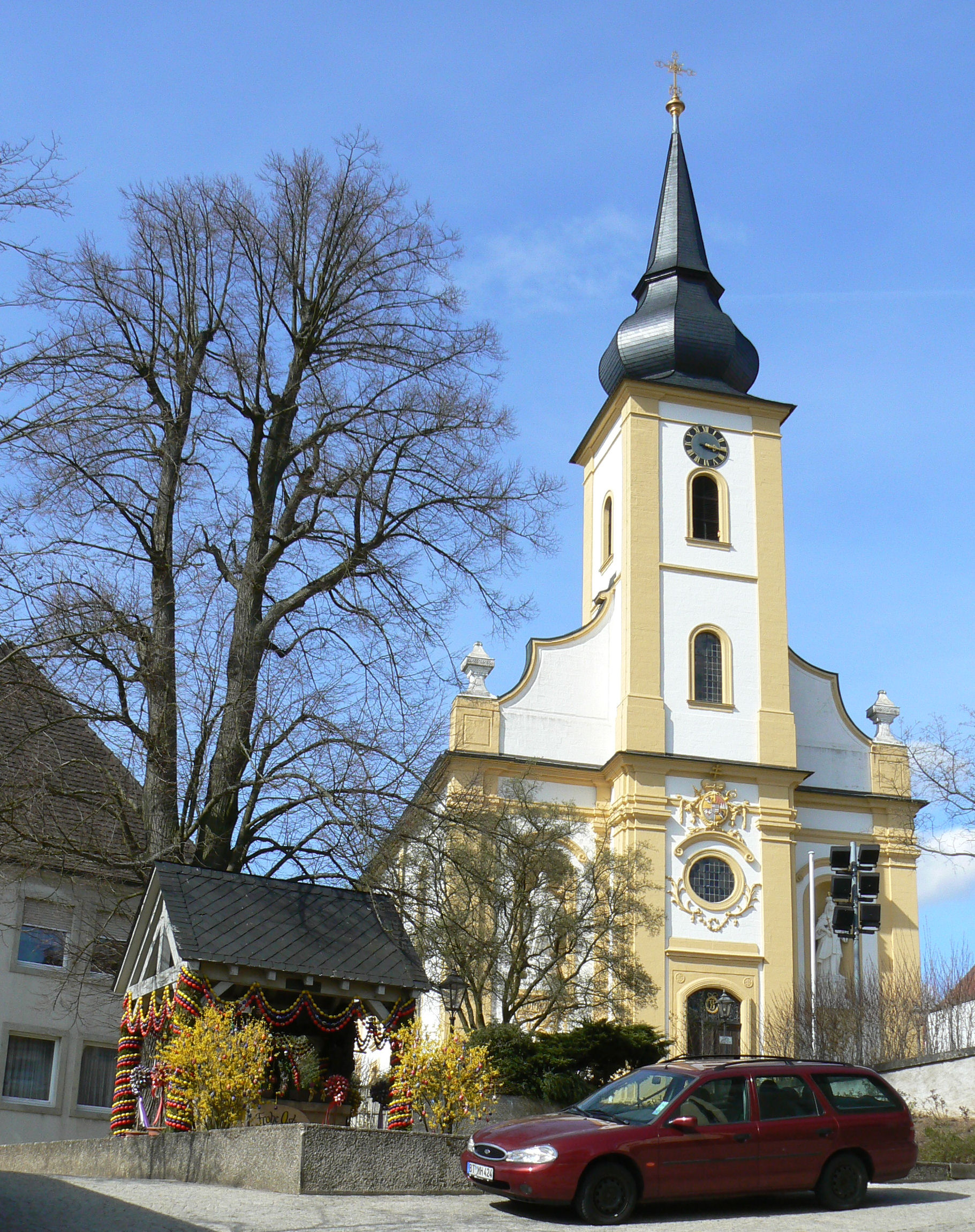
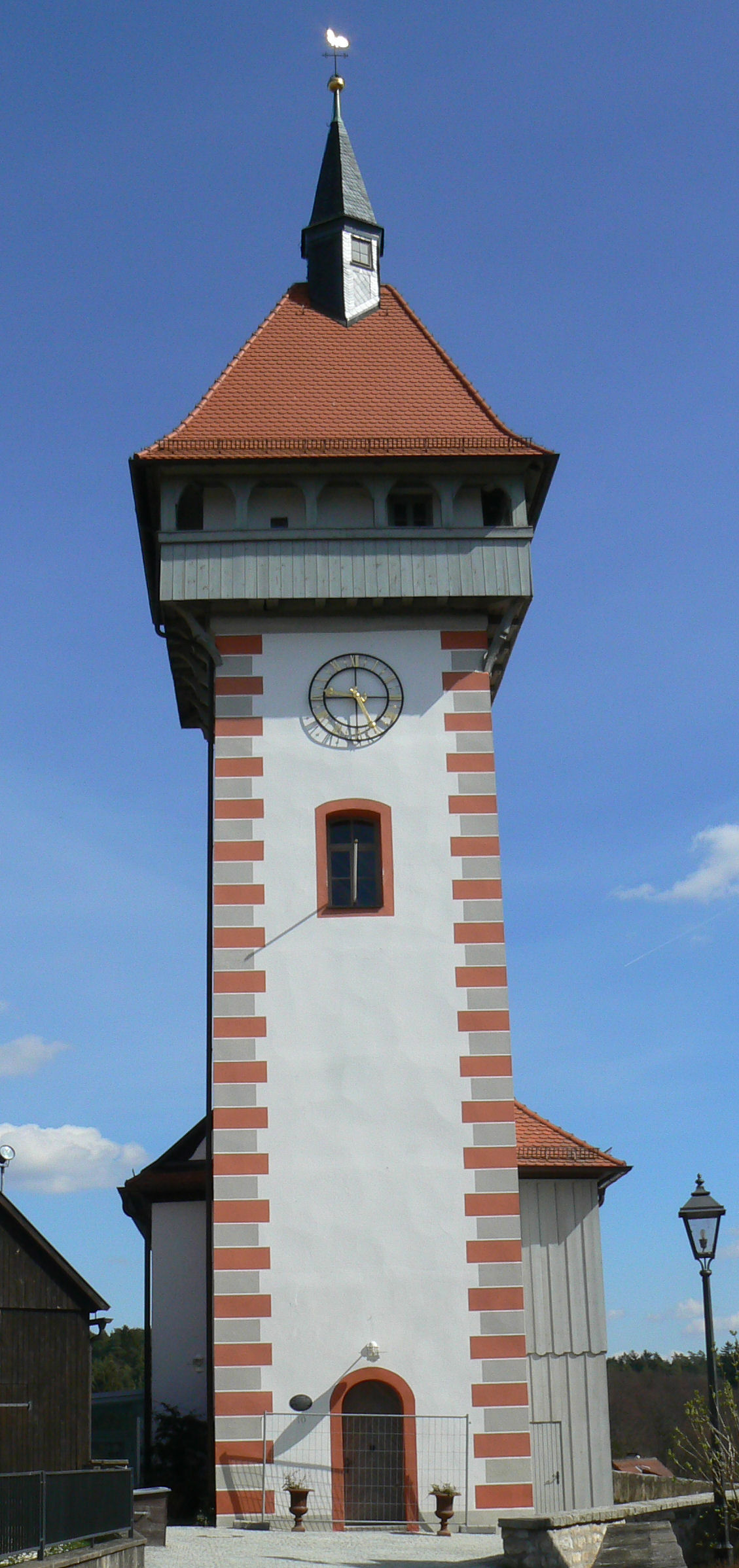